# デュゴミエ駅 (パリ)

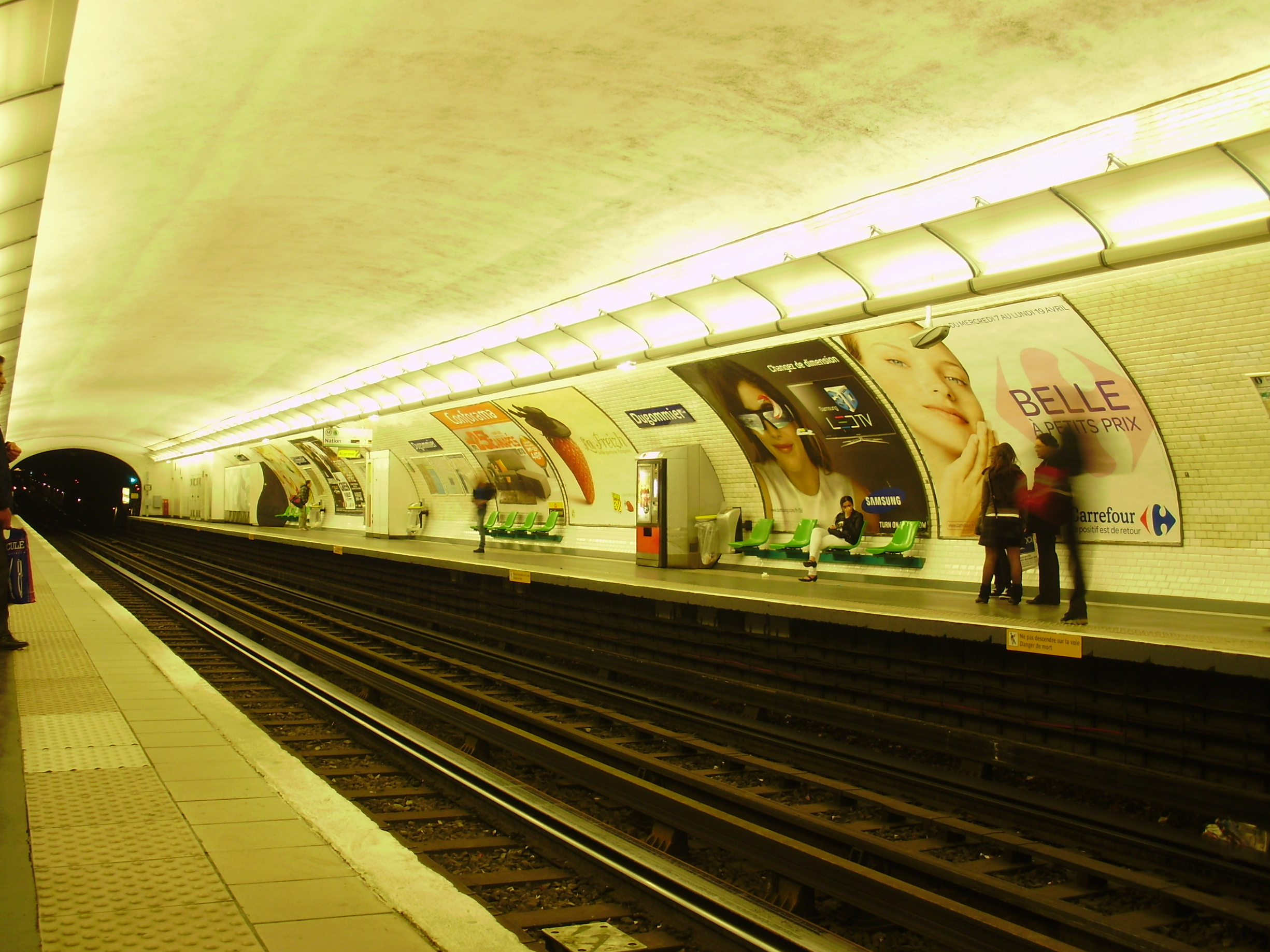
駅のプラットホーム

デュゴミエ駅（Dugommier）は、パリメトロ6号線の駅である。1909年開業。パリの12区に位置する。
フランス革命戦争期の将軍・ジャック・フランソワ・デュゴミエの名にちなんで、この駅名となった。

## 隣の駅
パリメトロ
6号線
ベルシー駅(Bercy) - デュゴミエ駅 - ドーメニル駅（Daumesnil）